# Zeven Provinciën
De Zeven Provinciën waren de zeven zogenoemde 'provinciën' of gewesten die zich bij de Unie van Utrecht (1579) samen met een aantal steden en Landschap Drenthe aaneensloten als een informele confederatie in de opstand tegen Filips II van Spanje. Deze zeven provinciën waren:
- de Heerlijkheid Friesland
- het Hertogdom Gelre
- het Graafschap Holland
- de Heerlijkheid Overijssel
- de Heerlijkheid Groningen (eerst alleen de Ommelanden, een aantal maanden later ook de stad Groningen)
- de Heerlijkheid Utrecht
- het Graafschap Zeeland

De stad Groningen onttrok zich een jaar later onder leiding van George van Lalaing, wat in de Nederlandse geschiedschrijving bekend geworden is als het Verraad van Rennenberg. De stad ondertekende dus niet de onafhankelijkheidsverklaring van Spanje, het Plakkaat van Verlatinghe van 1581. De overgebleven zes provinciën besloten in 1588 zelf een regering aan te stellen, na een aantal mislukte pogingen om met inbreng van Frans van Anjou en Robert Dudley een landsbestuur in te stellen.
In 1594 trad Groningen na belegerd te zijn, bij de Reductie van Groningen alsnog toe tot de aldus ontstane republiek, onder de naam Stad en Lande. De staat die in 1588 werd opgericht werd Republiek der Zeven (Verenigde) Provinciën of Republiek der Zeven Verenigde Nederlanden genoemd en bestond tot 1795, toen de Bataafse Republiek werd opgericht.